# Aaron Bernstein
Aaron Bernstein, född 6 april 1812 i Danzig, död 12 februari 1884 i Berlin, var en tysk journalist och författare av judisk släkt.
Bernstein blev upplärd till talmudist, men studerade senare i Berlin språk och naturvetenskap. Han tog 1845 verksam del i grundläggandet av den första judiska reformförsamlingen i Berlin och utgav 1849 den demokratiska dagstidningen "Urwählerzeitung", som undertrycktes 1853, men avlöstes av "Volkszeitung" som blev en av Tysklands mest spridda politiska tidningar. Han var redaktör för denna tidning intill sin död och samlade sina viktigaste artiklar i Revolutions- und Reaktions-Geschichte Preussens und Deutschlands von den Märztagen bis zur neuesten Zeit (tre band, 1883). 
Vidare utgav Bernstein från 1856 en lång rad populära naturvetenskapliga skrifter, vilka först utkom under titeln Aus dem Reiche der Naturwissenschaft, senare under benämning "Naturwissenschftliche Volksbücher" (20 band, 1867-69), delvis översatta på svenska under titlarna "Naturvetenskaplig boksamling för läsare af alla samhällsklasser" (1863-64; fjärde upplagan 1900-01) och "Blickar i naturens lif" (1869).